# Campionati italiani di winter triathlon del 2012
I Campionati italiani di winter triathlon del 2012 (XIV edizione) (sono stati organizzati dalla Federazione Italiana Triathlon e si sono tenuti a Valgrisenche in Val d'Aosta, in data 15 gennaio 2012.
Tra gli uomini ha vinto per l'ottava volta consecutiva Daniel Antonioli ( Esercito), mentre la gara femminile è andata per la seconda volta consecutiva a Enrica Perico (Trisports.it Team).

## Risultati

### Élite uomini
| Pos. | Atleta            | Società sportiva             | Corsa   | Bici    | Sci di fondo | Totale  |
| ---- | ----------------- | ---------------------------- | ------- | ------- | ------------ | ------- |
|      | Daniel Antonioli  | Esercito                     | 0:16:03 | 0:21:17 | 0:20:10      | 0:57:30 |
|      | Alberto Comazzi   | Friesian Team                | 0:17:11 | 0:22:10 | 0:20:32      | 0:59:53 |
|      | Claudio Consagra  | Friesian Team                | 0:18:04 | 0:23:56 | 0:19:37      | 1:01:37 |
| 4    | Walter Polla      | Triathlon Alto Adige         | 0:17:43 | 0:22:17 | 0:21:44      | 1:01:44 |
| 5    | Davide Gabardo    | G.P. Triathlon               | 0:18:11 | 0:22:00 | 0:22:05      | 1:02:16 |
| 6    | Gabriele Carretta | CUS Trento CTT               | 0:17:35 | 0:24:22 | 0:20:48      | 1:02:45 |
| 7    | Francesco Tanara  | Fumane Triathlon             | 0:18:22 | 0:23:55 | 0:20:45      | 1:03:02 |
| 8    | Giuseppe Lamastra | Trisports.it Team            | 0:18:23 | 0:23:56 | 0:22:13      | 1:04:32 |
| 9    | Luca Alladio      | Trisports.it Team            | 0:18:55 | 0:22:36 | 0:24:04      | 1:05:35 |
| 10   | Guido Ricca       | Triathlon Cremona Stradivari | 0:18:42 | 0:23:30 | 0:24:28      | 1:06:40 |
| 11   | Jimmi Pellegrini  | Triathlon Alto Adige         | 0:18:33 | 0:24:27 | 0:25:21      | 1:08:21 |
| 12   | Huber Rossi       | Piacenza Triathlon Vivo      | 0:17:46 | 0:23:00 | 0:27:39      | 1:08:25 |
| 13   | Gildo Vuillen     | Trisports.it Team            | 0:18:09 | 0:26:07 | 0:24:15      | 1:08:31 |
| 14   | Andrea Villa      | Free Mind Team               | 0:18:49 | 0:24:55 | 0:25:32      | 1:09:16 |
| 15   | Sandro Dallago    | Triathlon Alto Adige         | 0:20:08 | 0:24:36 | 0:24:41      | 1:09:25 |
| 16   | Francesco Dutto   | Torino Triathlon             | 0:18:56 | 0:26:11 | 0:24:46      | 1:09:53 |
| 17   | Emiliano Abrate   | Valle Gesso Sport            | 0:19:22 | 0:24:43 | 0:26:30      | 1:10:35 |
| 18   | Alberto Mosconi   | Fumane Triathlon             | 0:18:46 | 0:26:54 | 0:25:10      | 1:10:50 |
| 19   | Luca Vitale       | Desenzano Triathlon          | 0:19:51 | 0:25:10 | 0:25:52      | 1:10:53 |
| 20   | Ivano Basso       | Valle Gesso Sport            | 0:20:13 | 0:26:58 | 0:24:42      | 1:11:53 |

### Élite donne
| Pos. | Atleta              | Società sportiva             | Corsa   | Bici    | Sci di fondo | Totale  |
| ---- | ------------------- | ---------------------------- | ------- | ------- | ------------ | ------- |
|      | Enrica Perico       | Trisports.it Team            | 0:21:55 | 0:28:33 | 0:27:56      | 1:18:24 |
|      | Federica Ferrari    | Friesian Team                | 0:23:52 | 0:31:01 | 0:29:25      | 1:24:18 |
|      | Giuliana Lamastra   | Trisports.it Team            | 0:25:09 | 0:33:58 | 0:29:47      | 1:28:54 |
| 4    | Stefania Valsecchi  | Triathlon Team Brianza       | 0:25:37 | 0:31:51 | 0:31:31      | 1:28:59 |
| 5    | Francesca Rebecchi  | Triathlon Cremona Stradivari | 0:22:51 | 0:39:14 | 0:30:53      | 1:32:58 |
| 6    | Stephanie Bethaz    | Trisports.it Team            | 0:25:26 | 0:33:33 | 0:35:36      | 1:34:35 |
| 7    | Carmela Vergura     | Trisports.it Team            | 0:23:23 | 0:40:37 | 0:30:46      | 1:34:46 |
| 8    | Virna Stavla        | Padova Triathlon             | 0:24:49 | 0:35:53 | 0:34:51      | 1:35:33 |
| 9    | Livia Ferrua        | Valle Gesso Sport            | 0:26:28 | 0:38:39 | 0:32:22      | 1:37:29 |
| 10   | Beverley Gibson     | Alba Triathlon               | 0:23:29 | 0:38:47 | 0:35:56      | 1:38:12 |
| 11   | Gabriella Guidotti  | Friesian Team                | 0:26:14 | 0:38:57 | 0:34:06      | 1:39:17 |
| 12   | Claudia Vaccari     | Friesian Team                | 0:28:11 | 0:39:00 | 0:35:39      | 1:42:50 |
| 13   | Nadia Dal Ben       | Cuneo Triathlon              | 0:25:17 | 0:45:05 | 0:35:53      | 1:46:15 |
| 14   | Luisella Iabichella | Road Runners                 | 0:28:30 | 0:38:24 | 0:40:14      | 1:47:08 |
| 15   | Silvia Fiandino     | Torino Triathlon             | 0:28:41 | 0:37:25 | 0:43:40      | 1:49:46 |
| 16   | Annamaria Lato      | Torino Triathlon             | 0:28:50 | 0:48:00 | 0:36:58      | 1:53:48 |
| 17   | Sandra Peluso       | Torino Triathlon             | 0:27:17 | 0:40:51 | 0:46:10      | 1:54:18 |
| 18   | Rossella Carletti   | CUS Ferrara                  | 0:30:13 | 0:49:15 | 1:05:17      | 2:24:45 |